# خواستگاری (فیلم ۲۰۰۹)
خواستگاری (به انگلیسی: The Proposal) یک فیلم کمدی-رمانتیک آمریکایی به کارگردانی آن فلچر است. بازیگران اصلی فیلم ساندرا بولاک و رایان رینولدز هستند. این فیلم ۱۸ ژوئن ۲۰۰۹ در استرالیا نمایش یافت و ۱۹ ژوئن توسط تاچ‌استون پیکچرز در ایالات متحده آمریکا نمایش یافت.

## خلاصه داستان
داستان آن دربارهٔ یک ناشر است که مدت اعتبار اقامت وی در آمریکا رو به اتمام است. او به منشی‌ای که از آن بسیار نفرت دارد پیشنهاد ازدواج می‌دهد تا بتواند در کشور بماند بنابراین همراه منشی خود به شهر کوچکی در آلاسکا که خانوادهٔ منشی در ان زندگی می‌کند می‌روند تا مراسم عروسی را برگزار کنند در طی این سفر اتفاقات جالبی برای آنها می‌افتد که باعث می‌شود آنها عاشق هم شوند و با هم ازدواج کنند.